# Методи и технике испитивања можданих функција
Неуралне основе когнитивних процеса и функција представљају посебну област истраживања и захтевају специфичне методе и технике испитивања. Разликују се два приступа овом проблему: први, који испитује симптоме настале услед повреде одређених зона у мозгу и други, заснован на посматрању процеса на неоштећеном мозгу. У првом је пажња усмерена на повезаност између места повреде и природе и степена оштећености функције. У другом случају се различитим техникама неуроодсликавања директно испитују промене у активацији појединих зона у мозгу у зависности од врсте задатака који испитаник обавља. Поред техника неуроодсликавања, постоје и технике којима је на индиректан начин могуће извести закључке о процесима који се одигравају у појединим деловима мозга.

## Испитивања на оштећеном мозгу
Повреде одређених зона у мозгу праћене су потпуним или селективним оштећењем појединих когнитивних функција, при чему се различитим тестовима утврђују врста и степен оштећења, а њиховим повезивањем са местом повреде изводи се закључак о зонама у мозгу задуженим за њихово обављање. Тако је, на пример, повреда фронталног режња леве хемисфере праћена аграматизмом, односно немогућношћу компетентног манипулисања граматичком информацијом. Оштећење темпоралног режња може да доведе до тешкоћа у разумевању значења речи. На основу оваквих налаза се сазнаје не само да ли постоји хемисферна доминација када су у питању поједине функције, већ и да у оквиру дате функције постоји диференцијација коју је могуће локализовати у одређеним зонама мозга. Хируршки захват познат као комисуротомија, којем се прибегава у драстичним случајевима епилепсије, када се пресече корпус калосум, нервне структуре која повезује мождане хемисфере. Овим захватом се епилептична ексцитација ограничава на једну хемисферу, а истовремено омогућава истраживачима да посматрају изоловано функције леве и десне хемисфере мозга.

## Испитивања на неоштећеном мозгу
Индиректне технике испитивања на неоштећеном мозгу представљају технике уз помоћ којих се на индиректан начин закључује о функцијама леве и десне хемисфере. Вада тест представља убризгавање аморбарбитала у једну од артерија и изазива краткотрајно блокирање једне од хемисфера. Овај поступак омогућава увид у функције блокиране и неблокиране хемисфере. Због релативно кратке блокаде једне од хемисфера, испитаницима се даје већи број једноставних задатака чије обављање представља ангажовање више функција.
Латерално приказивање стимулуса представља презентацију визуелних или аудитивних стимулуса под посебним условима, кад је могуће фаворизовати ангажовање једне од хемисфера. Визуелни стимулуси се на екрану рачунара приказују у левом, односно десном визуелном пољу под строго контролисаним условима, док се аудитивни стимулуси приказују дихотички, тако што се различите информације емитују у лево и десно ухо. Испитивања ове врсте показују јасну супериорност леве хемисфере за све врсте вербалних задатака. Десна хемисфера је супериорна у спацијалним задацима, као што су прецртавање, просторно манипулисање итд.
Поред наведених техника којима се о функционалној специјализацији појединих зона у мозгу закључује индиректно, постоје и технике неуроодсликавања којима је могуће директно пратити мождане активности приликом обављања различитих врста задатака. Такве технике подразумевају: електроенцефалографију (ЕЕГ), позитронску емисиону томографију (ПЕТ скенери), функционалну магнетну резонанцу... Наведене технике, нарочито функционална магнетна резонанца, омогућују праћење можданих активности у реалном времену, са једне стране и врсте задатака, односно когнитивног процеса, са друге стране. Многе претпоставке о локализацији можданих функција засноване су на патолошким налазима су добиле потврду у истраживањима у којима су коришћене технике неуроодсликавања. Ове технике су довеле не само до нових увида када је реч о локализацији можданих функција, већ и до бољег разумевања истих. Иако коришћене првенствено у дијагностичке сврхе, оне се користе и у испитивању везе између специфичних когнитивних задатака и активације у одређеним зонама мозга.